# Qin Yiyuan
Qin Yiyuan (chinesisch 秦艺源, * 14. Februar 1973 in Nanning) ist eine ehemalige chinesische Badmintonspielerin.

## Karriere
Qin Yinyuan gewann 1995 bei den Asienmeisterschaften Silber im Damendoppel mit Ge Fei. Zwei Jahre später wurde sie Vizeweltmeisterin mit Tang Yongshu. 1999 holte sie Bronze mit Gao Ling. Bei Olympia 1996 und 2000 gewann sie ebenfalls Bronze.

## Sportliche Erfolge
| Veranstaltung | Saison              | Disziplin   | Platz | Name                      |
| ------------- | ------------------- | ----------- | ----- | ------------------------- |
| 1995          | Asienmeisterschaft  | Damendoppel | 2     | Ge Fei / Gu Jun           |
| 1995          | China Open          | Damendoppel | 3     | Qin Yiyuan / Tang Yongshu |
| 1996          | Japan Open          | Damendoppel | 3     | Qin Yiyuan / Tang Yongshu |
| 1996          | Olympia             | Damendoppel | 3     | Qin Yiyuan / Tang Yongshu |
| 1997          | Weltmeisterschaft   | Damendoppel | 2     | Tang Yongshu / Qin Yiyuan |
| 1997          | Thailand Open       | Damendoppel | 1     | Qin Yiyuan / Tang Yongshu |
| 1997          | China Open          | Damendoppel | 2     | Qin Yiyuan / Tang Yongshu |
| 1997          | Japan Open          | Damendoppel | 3     | Qin Yiyuan / Tang Yongshu |
| 1998          | Asienmeisterschaft  | Damendoppel | 2     | Qin Yiyuan / Tang Hetian  |
| 1998          | Asienspiele         | Mixed       | 3     | Zhang Jun / Qin Yiyuan    |
| 1998          | Japan Open          | Damendoppel | 2     | Qin Yiyuan / Tang Yongshu |
| 1998          | Asienspiele         | Damendoppel | 3     | Qin Yiyuan / Tang Hetian  |
| 1998          | All England         | Damendoppel | 3     | Qin Yiyuan / Tang Yongshu |
| 1998/1999     | German Open         | Damendoppel | 2     | Qin Yiyuan / Gao Ling     |
| 1998/1999     | Denmark Open        | Damendoppel | 1     | Qin Yiyuan / Tang Hetian  |
| 1999          | French Open         | Mixed       | 1     | Chen Gang / Qiu Yiyuan    |
| 1999          | Weltmeisterschaft   | Damendoppel | 3     | Qin Yiyuan / Gao Ling     |
| 1999          | Thailand Open       | Damendoppel | 1     | Qin Yiyuan / Gao Ling     |
| 1999          | French Open         | Damendoppel | 1     | Qin Yiyuan / Gao Ling     |
| 1999          | China Open          | Damendoppel | 2     | Gao Ling / Qin Yiyuan     |
| 1999          | Chinese Taipei Open | Damendoppel | 3     | Qin Yiyuan / Gao Ling     |
| 1999/2000     | Denmark Open        | Damendoppel | 1     | Gao Ling / Qin Yiyuan     |
| 2000          | Olympia             | Damendoppel | 3     | Qin Yiyuan / Gao Ling     |
| 2000          | Swiss Open          | Damendoppel | 1     | Qin Yiyuan / Gao Ling     |
| 2000          | All England         | Damendoppel | 3     | Gao Ling / Qin Yiyuan     |